# Imersão em francês
A Imersão em francês é uma forma de educação em línguas onde uma criança que não fala francês como língua nativa, frequenta a escola no idioma francês. Na maioria das escolas de imersão em francês, as crianças aprenderão geografia, história, ciências e outras matérias em francês.

## Jurisdições

### Canadá
A imersão em francês é oferecida na maioria das escolas públicas que falam o inglês.
A maioria dos estudantes iniciantes na imersão em francês começando no jardim de infância ou primeiro ano, fazem todos os trabalhos em francês, com exceção de arte na língua inglesa (ou, simplesmente, língua inglesa), que geralmente começa entre o 2º e 4º anos. A imersão mais tardia geralmente inicia-se por volta do 6º ano ou ao final do 4º ano, entretanto estes alunos não estão geralmente junto àqueles que iniciaram a imersão em francês mais cedo. Algumas escolas não oferecem a imersão em francês até séries ou anos mais tardios. Programas de francês estendidos oferecem uma variação na imersão tardia, isto é, iniciada quando o aluno já está por volta do 6º ano de escola normal ou mais tarde – onde alunos estudam algumas matérias em inglês e outras em francês. A imersão em francês também é feita em algumas escolas particulares e pré-escolas.
Diversas universidades canadenses oferecem aos alunos a oportunidade de continuarem a estudar matérias em francês ou inglês, como ocorre no Campus Saint-Jean na University of Alberta, em Edmonton, a Université Sainte-Anne em Nova Scotia, o Collège Universitaire de Saint-Boniface da Universidade de Manitoba em Uinnipeg, a University of Ottawa, a Laurentian University em Sudbury, Ontário e a York University Glendon College em Toronto. Escolas de imersão em francês nestas cidades tendem a contratar professores treinados nestas instituições, pelo fato do treinamento ter sido em francês.
Apesar do programa ter suporte da maioria dos canadenses, por promover o bilingualismo, há os preocupados que os estudantes em programas de imersão não aprenderão a ler e escrever direito em inglês. Entretanto, estatísticas mostram que estudantes em programas de imersão em francês tendem a superar estudantes que não participam em nenhum programa de imersão nos aspectos de leitura, e que não há efeitos negativos na capacidade lingüística em inglês da criança, apesar do entendimento metafórico ser difícil para eles.
O programa é disponível em todas as dez províncias, mas sua popularidade varia de região para região. Atualmente, a inscrição em imersão em francês é maior nas Maritimes e partes do Quebec e Ontário. O Canadá ocidental, que é predominantemente "anglophone", está experimentando alto crescimento populacional. Isto resultou num aumento nas inscrições em imersão em francês, o que pode ser atribuído em parte à imigração de "francophones" do oriente canadense assim como outras partes do mundo, como Haiti e África apesar de algumas comunidades ter uma história forte de suporte ao programa.

### Grã Betanha
A escola primária Walker Road em Alberdeen, Escócia, começou um programa de imersão em 2000.
Também, a Judgemeadow Community College em Leicester, Inglaterra, tem realizado um curso de imersão em francês durante os últimos 4 anos. As crianças tem aulas em francês e se interagem em francês.
O ensino por imersão é agora comum na Grã Betanha do jardim de infância até o 5º ano.

### Australia
A imersão em francês ocorre também em escolas australianas como a Mansfield State High School, que ensina matemática, SOSE, ciências e francês, inteiramente em francês.
Existe também um programa de imersão em francês na Methodist Ladies College e na Benowa State High School onde são ensinados uma variedade de matérias em francês.
A Telopia park School em Canberra é uma escola bilíngüe inglês-francês.
O programa também é presente na The Glenniw School em Toowoomba, Queenland.

### EUA
A imersão em Francês tem sido aplicada desde os anos 80 apenas no sul da Louisiana e em Edina e St paul, Minnesota. A parte Sul da Louisiana tem uma forte herança francesa que vem desde os tempos coloniais. De meados do século 20 até recentemente, entretanto, o número de nativos que falavam o francês na Louisiana reduziu conforme a região tornou-se cada vez mais envolvida pela cultura norte-americana. Como resultado a imersão em francês foi vista por pais e educadores como uma maneira de salvar a língua francesa na Louisiana. Em 2006 o estado teve um boom com o surgimento de mais de 20 escolas públicas aplicando programas de imersão em francês. Como no Canadá (o que inspirou o programa na Louisiana), os estudantes geralmente iniciam a imersão no jardim de infância ou primeiro ano. Eles recebem instrução em francês durante 60% do dia escolar em matérias que podem incluir matemática, ciências e estudos sociais.
Os programas de imersão em francês são também oferecidos por escolas públicas em Milton, MA e Hollinston, MA.
Existe também um programa de imersão em francês na J.R. Tucker High School no Henrico County, Virginia.